# Yokosuka E6Y
Le Yokosuka E6Y, (désignation officielle: hydravion de reconnaissance Yokosuka Type 91-1 (九一式水上偵察機)) , était un hydravion monoplace  de reconnaissance embarqué sur sous-marins japonais, développé à l'Arsenal technique aéronaval de Yokosuka pour la marine impériale japonaise dans les années 1920. Le prototype a d'abord volé sous le nom de Yokosho 2-Go (désignation longue : hydravion de reconnaissance Yokosuka Arsenal No. 2  (横廠式二号水上偵察機)) en 1929.
L'appareil était un biplan monoplace qui pouvait être rapidement assemblé et démonté pour être stocké à bord d'un sous-marin. Deux prototypes ont été construits, qui se distinguaient par leur centrale électrique et leurs détails de conception. Huit machines de production ont suivi avec la désignation E6Y construites par Kawanishi dans les années 1930 et ont servi avec les porte-avions sous-marins japonais I-5, I-6, I-7 et I-8. Ils ont connu une action limitée lors de l'incident du 28 janvier et de la seconde guerre sino-japonaise, le dernier exemplaire ayant été retiré en 1943.

## Développement
La marine impériale japonaise  a été un pionnier de l'aviation navale, dès 1912 avec l'achat de deux hydravions à flotteurs à la Grande-Bretagne et d'un autre aux États-Unis. En décembre 1922, le Japon avait terminé le porte-avions Hōshō, qui rivalise avec le porte-avions britannique HMS Hermes'comme premier navire spécialement conçu pour les opérations aériennes. Parallèlement à ce développement, la marine a également envisagé l'avion comme moyen d'étendre la portée opérationnelle de sa grande force sous-marine. Consciente du défi que représentent les opérations dans les vastes étendues de l'océan Pacifique, la Marine a cherché en particulier à améliorer sa capacité de reconnaissance et a considéré les avions sous-marins comme un complément aux patrouilles terrestres. Elle a acquis un Caspar U.1 allemand provenant des États-Unis et un Parnall Peto de Grande-Bretagne, tous deux des premiers avions de reconnaissance sous-marine. Ces deux avions ont servi de base à deux prototypes d'avions japonais construits pour la reconnaissance sous-marine, le 1-Go basé sur le premier, tandis que le second a fortement influencé le 2-Go.

## Conception
L'Arsenal technique aéronaval de Yokosuka (海軍航空技術廠, Yokosuka Kaigun Kōshō), dont l'abréviation est Yokosho, a développé le 2-Go comme un avion plus petit que le Peto. C'était un biplan de construction mixte, avec une armature en acier et des ailes à cadre en bois, recouvertes de toile. Les ailes étaient conçues pour se détacher pour le stockage, tout comme l'ensemble des deux flotteurs, qui étaient également en bois. Le premier prototype était propulsé par le même moteur que le Peto, un moteur radial Armstrong Siddeley Mongoose à cinq cylindres, d'une puissance de 130 ch (97 kW), mais fabriqué sous licence par Mitsubishi.
Le deuxième prototype, appelé 2-Go Kai, différait par un certain nombre de détails. Les problèmes de stabilité latérale ont été résolus en augmentant la dérive et la gouverne de direction, en les étendant vers le haut . L'avion a été équipé d'un moteur sept cylindres radiaux japonais Gasuden Jimpu plus puissant, d'une puissance de 160 ch (120 kW), ce qui donnait une vitesse maximale de 169 km/h et une endurance de quatre heures et demie.
En 1931, la Kawanishi Aircraft Company a été chargée de produire huit machines de production, appelées E6Y1, basées sur le 2-Go Kai, qui ont été construites entre 1932 et 1934.

## Historique opérationnelle

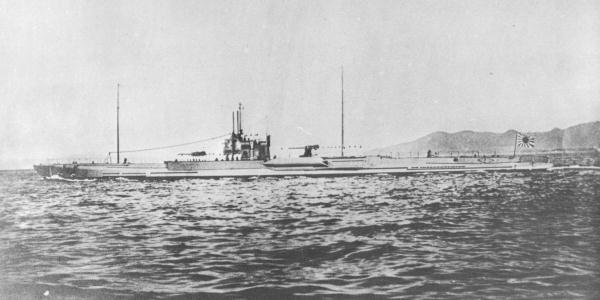
Le sous-marin I-5, qui transportait le E6Y

La marine a pris livraison du 2-Go Kai en mai 1929 et l'a d'abord testé à bord du sous-marin I-51. Les essais ont été achevés en septembre 1931. Le 2-Go Kai a commencé à être testé en 1931, d'abord également à bord du I-51, puis du sous-marin I-5 de type Junsen I Mod.. Le I-5 n'était pas équipé d'un hangar, mais l'appareil était plutôt démonté et stocké dans deux conteneurs cylindriques, l'un pour le fuselage et l'autre pour les ailes, entreposés sur le pont. Le lancement s'est d'abord fait depuis l'eau, mais une catapulte a été montée sur le I-5 en 1933, ce qui a été jugé plus satisfaisant. Tous les sous-marins porte-avions japonais ultérieurs ont utilisé des catapultes.
La première production du E6Y est entrée en service en 1933, et les huit avions ont été déployés sur les trois sous-marins Junsen II et III, I-6, I-7 et I-8. Les avions ont également été utilisés comme navires de surface. Ils ont connu un service limité lors de l'incident du 28 janvier 1932, en assurant la reconnaissance, et par la suite il y a des rapports selon lesquels ils ont servi sur des sous-marins qui ont opéré pendant la seconde guerre sino-japonaise. Entre 1937 et 1938, les sous-marins I-5 et I-6 ont été affectés à la 3e Flotte (flotte de théâtre chinois) basée à Hong Kong pour patrouiller et bloquer les côtes du centre et du sud de la Chine. La marine japonaise ayant introduit des avions plus gros transportant des sous-marins, le E6Y a été remplacé par le Watanabe E9W.. Le dernier exemple a été retiré en 1943.

## Variantes
Yokosho 2-Go
Premier prototype équipé d'une moteur Armstrong Siddeley Mongoose de 130 chevaux (97 kW) sous licence Mitsubishi .
Yokosho 2-Go Kai
Deuxième prototype équipé d'un moteur Gasuden Jimpu de 160 chevaux (120 kW) [ja] .
E6Y1
Version de production du 2-Go Kai fabriqué par Kawanishi .

## Opérateurs
Japon
- Service aérien de la Marine impériale japonaise

## Spécifications (E6Y1)
Données de Mikesh & Abe, 1990
Caractéristiques générales
- Equipage : 1
- Longueur : 6,69 m
- Envergure : 8 m
- Hauteur : 2,87 m
- Surface alaire : 26,70 m2
- Poids à vide : 570 kg
- Poids maximum au décollage : 750 kg
- Propulsion: 1 × Gasuden Jimpu  7 cylindres radiaux, 120 kW (160 ch)

Performance
- Vitesse maximale : 169 km/h
- Rayon d'action: 600 km
- Autonomie: 4,4 heures
- Plafond de service : 4 800 m (15 700 ft)
- Vitesse d'élévation : 3 000 m (9 800 ft) en 20 minutes 14 secondes
- Puissance/masse : 5,77 kg/ch

Armement
- Aucun